# Димитър Попдимитров
Димитър Наумов Попдимитров (изписване до 1945 година: Димитъръ Наумовъ попъ Димитровъ) е български революционер, деец на Върховния македоно-одрински комитет.

## Биография
Кьосев е роден в 1869 година в костурското село Загоричани, тогава в Османската империя, днес в Гърция. По професия е млекар. Присъединява се към Върховния комитет и влиза в четата на полковник Анастас Янков. Сражава се при Прекопана, при Невеска и Клисура, при село Бобища, Българска Блаца, Черешница и други.
Емигрира в Свободна България, където е деец на Илинденската организация. На 2 март 1943 година като жител на Бургас и напълно сляп подава молба за българска народна пенсия, която е одобрена и пенсията е отпусната от Министерския съвет на Царство България.